# DSA-477
La DSA-477 es una carretera perteneciente a la Red Secundaria de la Diputación Provincial de Salamanca que une la localidad de Castillejo de Dos Casas con la carretera  DSA-470 .

## Origen y Destino
La carretera  DSA-477  tiene su origen en el casco urbano de Castillejo de Dos Casas, y termina en Aldea del Obispo en la intersección con la carretera  DSA-464 , formando parte de la Red de carreteras de Salamanca.